# آشپزی کانادایی
آشپزی کانادایی (انگلیسی: Canadian cuisine) بسته به موقعیت جغرافیایی و منطقه بسیار متنوع و متفاوت است. آشپزی کانادایی در ابتدای شکل‌گیری کشور کانادا برگرفته از آشپزی اقوام اولیه کانادا، انگلستان، اسکاتلند و فرانسه بود. با افزایش موج مهاجرت در قرن نوزدهم و بیستم از مناطق مختلف جهان مانند اروپای مرکزی، جنوب اروپا، شرق اروپا، جنوب آسیا، شرق آسیا و کارائیب آشپزی کانادایی تنوع بیشتری پیدا کرد.